# جرانت وال
جرانت وال (2 ديسمبر 1974–9 ديسمبر 2022) كان صحفيًا رياضيًا أمريكيًا ومحللًا لكرة القدم في سي بي إس سبورت، وكاتبًا بارزًا في سبورتس إليسترايتد ومراسلًا لفوكس سبورتس. كما كان مؤلف كتاب تجربة بيكهام الصادر عام 2009.
ركزت مسيرته في سبورتس إليسترايتد بشكل أساسي على كرة السلة الجامعية وكرة القدم في الولايات المتحدة. ترشح وال لرئاسة الاتحاد الدولي لكرة القدم (الفيفا) في 2011، لكنه انسحب من حملته الانتخابية بعد أن فشل في الحصول على موافقة من اتحاد كرة القدم واحد. غادر سبورتس إليسترايتد في عام 2020 وأسس البودكاست الخاص به ورسالة سوبستاك الإخبارية.
توفي وال في 09 ديسمبر 2022 بلوسيل في قطر، أثناء تغطيته كأس العالم 2022، عن عمر يناهز 48 عامًا.

## النشأة والتعليم
ولد وال في 2 ديسمبر 1974 في ميسن بكانساس. كان من محبي فريق كانساس سيتي كوميتس، وهو فريق محلي لكرة القدم. التحق بمدرسة شوني ميشن إيست الثانوية. كان نسر كشافة. لقد درس في جامعة برينستون، حيث حصل على بكالوريوس الآداب في السياسة عام 1996.

## المسيرة المهنية
خلال سنته الأولى في جامعة برينستون، قام بتغطية فريق كرة القدم للرجال في برينستون تايجر، ثم دربه بوب برادلي، الذي سيواصل إدارة فرق الدوري الأمريكي لكرة القدم ومنتخب الولايات المتحدة لكرة القدم. قدم برادلي للوال فرصة للدراسة بالخارج في الأرجنتين، وقضاء بعض الوقت مع بوكا جونيورز، قبل العودة إلى الولايات المتحدة للمشاركة في نهائيات كأس العالم عام 1994. استشهد وال بتجربته مع برادلي على أنها كانت حافزًا لحبه للرياضة.
في عام 1996، بدأ وال حياته المهنية بالعمل مع ميامي هيرالد كمتدرب. من هناك، انضم إلى سبورتس إليسترايتد في نوفمبر 1996، حيث قام بتغطية كرة السلة الجامعية وكذلك كرة القدم. في مسيرته، قدم وال تقارير عن 12 بطولة لكرة السلة للرابطة الوطنية لرياضة الجامعات، وثماني بطولات كأس العالم لكرة القدم للرجال، وأربع بطولات لكأس العالم للسيدات، وخمس ألعاب أولمبية. حصل وال على إشادة النقاد لأول مرة لقصة غلافه "أين أبي؟" عام 1998، والتي وثقت العدد المتزايد للأطفال غير الشرعيين المولودين لرياضيين محترفين. منذ ذلك الحين، كتب العديد من قصص الغلاف والملفات الشخصية عن الرياضيين. بالإضافة إلى ذلك، حصل وال على أربع جوائز مجلة قصة العام التي قدمتها رابطة كتاب كرة السلة الأمريكية.
تمت ترقية وال إلى منصب كاتب كبير في سبورتس إليسترايتد في أكتوبر 2000، حيث غطى كرة القدم في الغالب لكل من المجلة وموقع SI.com. كتب أكثر من 50 قصة غلاف للمجلة، بما في ذلك مقال عام 2002 عن لاعب المدرسة الثانوية آنذاك ليبرون جيمس. في كتابه الأول، تجربة بيكهام الصادر عام 2009، ركز وال على انتقال ديفيد بيكهام عام 2007 إلى لوس أنجلوس غلاكسي في الدوري الأمريكي لكرة القدم وتأثيره على الدوري. صار الكتاب ضمن قائمة نيويورك تايمز لأكثر الكتب مبيعا.
في أكتوبر 2009، أثناء تغطيته للدور الرابع من تصفيات أمريكا الشمالية لكأس العالم 2010، سُرق هاتفه ومحفظته تحت تهديد السلاح في وضح النهار في تيغوسيغالبا في هندوراس؛ في وقت سابق من اليوم، أجرى مقابلة مع رئيس هندوراس المؤقت روبرتو ميشيليتي، الذي اعتذر لاحقًا لوال بشأن الحادث.
في فبراير 2011، أعلن وال عن محاولة محتملة لرئاسة للاتحاد الدولي لكرة القدم في الانتخابات المقبلة لإزاحة الرئيس الحالي سيب بلاتر. لكنه انسحب قبل الموعد النهائي الرسمي، بعد أن فشل في الحصول على تأييد من اتحاد كرة قدم واحد (مطلوب تأييد واحد على الأقل). نتيجة لعرض وال، عدّل الفيفا عملية الترشيح للرئاسة لتتطلب موافقة خمسة اتحادات على الأقل. انضم وال إلى فوكس سبورتس في أكتوبر 2012 بعد مشاركته في تغطية الشبكة لبطولة بطولة أمم أوروبا 2012 في وقت سابق من ذلك العام.
في عام 2013، أطلقت سبورتس إليسترايتد قسم كرة القدم الخاص بها المسمى "Planet Fútbol"، بقيادة وال. أصدر كتابه الثاني Masters of Modern Soccer عام 2018. تضمنت مقابلات مع كبار اللاعبين وتقييمات لأساليب لعبهم. في 10 أبريل 2020، تم فصله من سبورتس إليسترايتد بعد انتقاده جيمس هيكمان، الرئيس التنفيذي لناشر المجلة مايفن، لتعامله مع تخفيضات الأجور أثناء جائحة فيروس كورونا. ردًا على ذلك، انتقد هيكمان عمل وال وعدم الرغبة في التطوع للحصول على تخفيض دائم في الأجور. لقد انضم إلى سي بي إس سبورت في 5 أكتوبر 2021، حيث أصبح محللًا لتغطيتها لمباريات كرة القدم كونكاكاف، بالإضافة إلى مستشار تحريري للأفلام الوثائقية لكرة القدم لبثها على باراماونت+.
أنشأ وال رسالته الإخبارية المستقلة على سوبستاك، واسمها Fútbol مع جرانت وال للبودكاست الحالي، في أغسطس 2021.  كما أصدر سلسلة بودكاست عن مسيرة فريدي أدو في عام 2020 والتي وزعتها Blue Wire Media. أثناء متابعته للولايات المتحدة في نهائيات كأس العالم لكرة القدم 2022، تعرض وال لحملة قمع في قطر على العناصر التي تحتوي على قوس قزح لدعم مجتمع المثليين. احتُجز وال لمدة 25 دقيقة خارج الملعب فوق قميصه الذي كان يرتديه بألوان قوس قزح، بينما احتُجز مراسل نيويورك تايمز الذي كان برفقته لفترة وجيزة من قبل المسؤولين القطريين. وكانت آخر مداخلة له، نُشرت في 8 ديسمبر بعنوان "هم فقط لا يهتمون"، انتقد قادة اللجنة المنظمة في قطر لامبالاتهم تجاه وفاة العمال المهاجرين في مواقع البناء في البلاد.

## الحياة الشخصية
وكان وال متزوجًا من سيلين غوندر، وهي طبيبة أمريكية وصحفية طبية متخصصة في الأمراض المعدية والصحة العالمية. تزوجا في عام 2001 بعد لقائهمها في جامعة برينستون، جامعتهما الأم.

## الموت
انهار وال فجأة في صندوق الصحافة بملعب لوسيل الأيقوني في قطر في 9 ديسمبر 2022، بينما كان يغطي مباراة ربع النهائي بين الأرجنتين وهولندا. استجاب المسعفون المحليون بسرعة وعالجوه لمدة 30 دقيقة، بما في ذلك الإنعاش القلبي الرئوي، قبل نقله إلى المستشفى، وفقًا لبيان من زوجته.  أعلن عن وفاته في مستشفى محلي.
بينما لا يزال سبب وفاة وال غير واضح، فقد اشتكى من ألم في الصدر وطلب المساعدة في العيادة الطبية في المركز الإعلامي لكأس العالم، حيث قيل له إنه ربما كان مصابًا بالتهاب الشعب الهوائية. تم إعطاؤه شراب للسعال ومضادات حيوية في العيادة. ووفقًا لمصدر آخر أيضًا إيبوبروفين.
قال إريك وال إن شقيقه تلقى تهديدات بالقتل وأنه يعتقد أن وال قُتل. وذكر أيضًا أن الأسرة كانت على اتصال بمسؤولي وزارة الخارجية الأمريكية والبيت الأبيض.
أصدر رئيس الاتحاد الدولي لكرة القدم جياني إنفانتينو واتحاد الولايات المتحدة لكرة القدم ودوري كرة القدم الأمريكي وزملائه الصحفيين وشخصيات أخرى في كرة القدم الأمريكية وحول العالم بيانات تكريمًا لمسيرة وال. تم وضع صورة وزهور على المقعد المخصص له في استاد البيت خلال مباراة ربع النهائي بين فرنسا وإنجلترا. كما تم عرض مقطع فيديو في الملعب وأثناء البث التلفزيوني في الولايات المتحدة.

## كتب
- وال، جرانت (2009). تجربة بيكهام. كراون.(ردمك 0-307-40787-X) .
- وال، جرانت (2018). سادة كرة القدم الحديثة: كيف يلعب أفضل لاعب في العالم لعبة القرن الحادي والعشرين. كراون.(ردمك 9780307408600)رقم ISBN 9780307408600 .

## روابط خارجية
- GrantWahlعلى تويتر.
- Fútbol مع جرانت وال
- أرشيف وال في سبورتس إليسترايتد